# La Résurrection du Christ (Carracci)
Pour les articles homonymes, voir La Résurrection du Christ.
La Résurrection du Christ est un tableau réalisé en 1593 par le peintre italien Annibale Carracci. De format vertical, cette huile sur toile est une peinture chrétienne qui représente la Résurrection de Jésus-Christ surprenant des soldats romains qui se reposent près de son tombeau. Peinte pour la chapelle privée du palais Luchini de Bologne, l'œuvre est conservée depuis 1797 au musée du Louvre, à Paris.